# Zack & Cody - Il film
Zack & Cody - Il film (The Suite Life Movie) è un film per la televisione diretto da Sean McNamara, e scritto da Michael Saltzman. È stato trasmesso negli Stati Uniti in prima TV il 25 marzo 2011 su Disney Channel, mentre in Italia è stato trasmesso il 12 novembre  2011 sempre su Disney Channel. È basato sulla sitcom Zack e Cody sul ponte di comando e ne riconferma il cast principale. Il film è ambientato tra gli episodi Chi la fa l'aspetti e Diplomati sul ponte di comando che sono gli ultimi 2 episodi della serie Zack e Cody sul ponte di comando.

## Trama
Dopo aver progettato di trascorrere le vacanze di primavera con la sua ragazza Bailey Pickett, Cody Martin decide di cambiare i suoi piani, per fare tirocinio per il Dr. Donald Spaulding in una prestigiosa società di ricerca. Lo fa nella speranza di ottenere una borsa di studio a Yale.
Quando Zack, il fratello gemello di Cody, rivela i piani di Cody a Bailey prima che possa farlo lui stesso, lei si arrabbia con Cody per aver annullato i loro piani, e si rifiuta di parlargli, cancellando persino il numero di Cody stesso dalla rubrica del suo telefono. Nel frattempo, Zack chiede a Cody di prestargli l'auto che i loro genitori daranno a Cody quando andrà al college, ma lui si rifiuta.
Più tardi, Zack si mette alla guida di un costoso sommergibile, nel tentativo di impressionare un'assistente carina del Dr. Spaulding, e Cody fa lo stesso per cercare di fermarlo, ma i sommergibili vengono persi in mare e Cody viene cacciato dal programma. Furioso, Cody dice di odiare Zack e giura di non perdonarlo, sostenendo che possono anche essere gemelli, ma sicuramente non sono più fratelli. Altrove, l'ereditiera London Tipton accidentalmente mangia un frutto che le permette di comprendere cosa dicono i delfini.
I gemelli Martin, dopo aver appreso che Cody non potrà lavorare per il Dr. Spaulding, vengono a sapere di essere perfetti per partecipare al Progetto Gemini del Dr. Ronald Olsen, un imponente progetto che studia la connessione fisica ed emotiva dei gemelli. Dopo aver riflettuto, i fratelli accettano e raggiungono un campo dove sono presenti centinaia di altri gemelli. Il Dr. Olsen spiega loro che lo scopo del progetto è quello di creare un legame emotivo tra le persone, che possa perfezionare la comunicazione tra gli esseri umani e liberare il mondo da conflitti, rabbia e aggressione. Per fare questo, secondo il Dr. Olsen, egli deve prima formare un legame tra due gemelli.
Nel corso del progetto, che utilizza lo stesso frutto degli esperimenti del dottor Spaulding, Zack e Cody formano un legame: in primo luogo fisico, in cui possono percepire ciò che l'altro sta provando;  poi una connessione emotiva. Dopo aver sviluppato questi legami, origliano una conversazione del dottor Olsen in cui rivela di avere cattive intenzioni. Le fasi successive dell'esperimento infatti consistono nella fusione dei gemelli e nel loro controllo.
Nel frattempo, Bailey scopre una lettera che Cody le aveva scritto, e la legge. Si rende conto che Cody voleva ottenere una borsa di studio per l'università di Yale, e si reca in giro per la città in cui la nave è attraccata insieme a London e Woody per trovarlo. Presso l'istituto, London apprende da un delfino che Zack e Cody stanno prendendo parte al Progetto Gemini, e il Dr. Spaulding  avvisa i suoi amici che i gemelli Martin potrebbero essere in pericolo. Bailey chiama il direttore della SS Tipton, il signor Moseby, sul luogo del progetto, mentre loro vanno a salvare Zack e Cody.
I fratelli tentano di fuggire dall'isola e da un esercito di gemelli, controllato mentalmente dal Dr.Olsen. L'esercito riesce a catturare Zack e Cody e portarli al laboratorio, dove trovano Bailey, London, Woody, e il dottor Spaulding. Ronald rivela di essere il gemello malvagio del Dr. Spaulding.
Zack e Cody cominciano a fondersi, ma l'unione non va a buon fine perché i gemelli cominciano una discussione che si intensifica in un contrasto fisico, distruggendo il Progetto Gemini. Il Dr. Olsen tenta di riavviare la macchina, ma viene fermato da Cody, che prepara rapidamente un piano: lui e Zack danno il frutto speciale ai gemelli Spaulding, che finalmente riescono a capirsi telepaticamente scoprendo che volevano essere l'uno come l'altro. Nel frattempo, il signor Moseby arriva con la polizia, che arresta Ronald.
In seguito, Cody e Bailey si riconciliano e visitano alcuni monumenti, con Zack alla guida dell'auto che Cody ha finalmente accettato di fargli avere. Sul molo, Zack parcheggia la macchina in una zona di scarico, per parlare con i suoi amici e il fratello sulla SS Tipton. Purtroppo, la vettura viene schiacciata da un container contenente i vestiti estivi di London, mentre Zack guarda la scena in stato di shock.